# Меланион
Меланион (др.-греч. Μελανίων, Μειλανίων) — персонаж древнегреческой мифологии. Сын Амфидаманта. Участник Калидонской охоты. Избегал женщин и жил в горах. Охотился вместе с Аталантой. По версии, был ранен Гилеем.
Догнал Аталанту во время состязания в беге (его двоюродную сестру), бросив на пути три яблока, и женился на ней. Отец Парфенопея Участник погребальных игр по Пелию, состязался в беге. Рассказывают, что Меланион и Аталанта превратились во львов.
Действующее лицо комедии Антифана «Меланион», а также ряда пьес об Аталанте.
По другой версии, принятой у Еврипида и Феокрита, мужа Аталанты звали Гиппомен.
Он был сыном Мегарея и Меропы, получил от Афродиты три золотых яблока из Тамасейского храма на Кипре (либо получил от Афродиты яблоки Гесперид), позже превращен во льва, когда с женой возлёг в храме Кибелы. Кибела запрягла их в свою колесницу.